# Onega (ciutat)
Onega (en rus Онега) és una ciutat de l'óblast d'Arkhànguelsk, a Rússia. Es troba a la desembocadura del riu Onega, a la riba dreta, a pocs quilòmetres de la badia d'Onega, a la mar Blanca. La ciutat és a 139 km al sud-oest d'Arkhànguelsk i a 909 km al nord de Moscou.

## Història
Ja el 1137 es mencionava el poble pomor d'Ust-Onega en documents a Nóvgorod. Apareix també en un mapa dels voltants de Nóvgorod datat al segle xiii. El poble rebé l'estatus de ciutat el 19 d'agost de 1780 després que Piotr Xuvalov vengués el seu dret d'explotació de fusta a industrials anglesos, que hi construïren diverses serreres a les proximitats.

## Clima
| Paràmetres climàtics mitjans de Onega | Paràmetres climàtics mitjans de Onega | Paràmetres climàtics mitjans de Onega | Paràmetres climàtics mitjans de Onega | Paràmetres climàtics mitjans de Onega | Paràmetres climàtics mitjans de Onega | Paràmetres climàtics mitjans de Onega | Paràmetres climàtics mitjans de Onega | Paràmetres climàtics mitjans de Onega | Paràmetres climàtics mitjans de Onega | Paràmetres climàtics mitjans de Onega | Paràmetres climàtics mitjans de Onega | Paràmetres climàtics mitjans de Onega | Paràmetres climàtics mitjans de Onega |
| Mes                                   | Gen.                                  | Feb.                                  | Mar.                                  | Abr.                                  | Mai.                                  | Jun.                                  | Jul.                                  | Ago.                                  | Set.                                  | Oct.                                  | Nov.                                  | Des.                                  | Anual                                 |
| ------------------------------------- | ------------------------------------- | ------------------------------------- | ------------------------------------- | ------------------------------------- | ------------------------------------- | ------------------------------------- | ------------------------------------- | ------------------------------------- | ------------------------------------- | ------------------------------------- | ------------------------------------- | ------------------------------------- | ------------------------------------- |
| Temperatura màxima registrada °C (°F) | 4,5 (40,1)                            | 5,3 (41,5)                            | 13,4 (56,1)                           | 25,9 (78,6)                           | 32,0 (89,6)                           | 31,7 (89,1)                           | 34,6 (94,3)                           | 34,4 (93,9)                           | 26,9 (80,4)                           | 19,8 (67,6)                           | 10,6 (51,1)                           | 7,7 (45,9)                            | 34,6 (94,3)                           |
| Temperatura mínima registrada °C (°F) | −42,1 (−43,8)                         | −37,8 (−36)                           | −32,7 (−26,9)                         | −24,6 (−12,3)                         | −7,9 (17,8)                           | −2,3 (27,9)                           | 0,4 (32,7)                            | −3,0 (26,6)                           | −4,9 (23,2)                           | −19,0 (−2,2)                          | −29,4 (−20,9)                         | −34,3 (−29,7)                         | −42,1 (−43,8)                         |
| Temperatura diària màxima °C (°F)     | −8,2 (17,2)                           | −6,6 (20,1)                           | −0,8 (30,6)                           | 5,8 (42,4)                            | 13,2 (55,8)                           | 19,0 (66,2)                           | 22,1 (71,8)                           | 18,9 (66)                             | 13,0 (55,4)                           | 5,5 (41,9)                            | −1,4 (29,5)                           | −5,1 (22,8)                           | 6,3 (43,3)                            |
| Temperatura diària mínima °C (°F)     | −14,9 (5,2)                           | −13,4 (7,9)                           | −8,5 (16,7)                           | −2,6 (27,3)                           | 3,4 (38,1)                            | 8,8 (47,8)                            | 12,2 (54)                             | 10,0 (50)                             | 6,0 (42,8)                            | 0,9 (33,6)                            | −6,0 (21,2)                           | −11,0 (12,2)                          | −1,3 (29,7)                           |
| Precipitació total mm (polzades)      | 42,1 (1,7)                            | 30,8 (1,2)                            | 28,9 (1,1)                            | 29,4 (1,2)                            | 42,8 (1,7)                            | 59,4 (2,3)                            | 72,4 (2,9)                            | 76,5 (3)                              | 63,7 (2,5)                            | 66,1 (2,6)                            | 54,8 (2,2)                            | 50,4 (2)                              | 617,3 (24,3)                          |
| Font: Онега погода - meteolabs.ru     |                                       |                                       |                                       |                                       |                                       |                                       |                                       |                                       |                                       |                                       |                                       |                                       |                                       |